# 汉阳州
汉阳州，中国明朝时设置的州。
洪武九年（1376年）降汉阳府为州，治所在汉阳县（今湖北省武汉市汉阳区）。十三年（1380年）复为府。